# Development Team DSM
El Development Team Sunweb (codi UCI: DSU) és un equip ciclista alemany, de ciclisme en ruta de categoria continental. Creat el 2017, fa d'equip reserva de la formació Team Sunweb.

## Principals resultats
- Volta a Düren: Leon Rohde (2017)
- París-Roubaix sub-23: Nils Eekhoff (2017)

## Composició de l'equip
| \| Llista de l'equip 2017 \| Llista de l'equip 2017 \| Llista de l'equip 2017 \| Llista de l'equip 2017 \| \| Ciclista \| Data de naixement \| Equip previ \| \| \| -------------------------------------------- \| ---------------------- \| ---------------------------------------------- \| ---------------------- \| \| Clément Bétouigt-Suire (1 de gen–18 de maig) \| 31 de gener de 1998 \| Mérignac VC Juniors (2016) \| \| \| Nils Eekhoff \| 23 de gener de 1998 \| Wilton (2016) \| \| \| Felix Gall \| 27 de febrer de 1998 \| RC ARBÖ-Tom Tailor-RBK-Wörgl (2016) \| \| \| Maxime Gressier \| 21 de abril de 1998 \| Avia Wcup (2016) \| \| \| Max Kanter \| 22 de octubre de 1997 \| LKT Team Brandenburg (2016) \| \| \| Jarno Mobach \| 17 de agost de 1998 \| \| \| \| Joris Nieuwenhuis \| 11 de febrer de 1996 \| Rabobank Development (2016) \| \| \| Leon Rohde \| 10 de maig de 1995 \| LKT Team Brandenburg (2016) \| \| \| Martin Salmon \| 29 de octubre de 1997 \| Chambéry CF (2016) \| \| \| Florian Stork \| 27 de abril de 1997 \| Team Sauerland NRW p/b Henly & Partners (2016) \| \| \| Marc Goos \| 30 de novembre de 1990 \| De Jonge Renner (2016) \| \| \| Ruben Zepuntke \| 29 de gener de 1993 \| Cannondale-Drapac (2016) \| \| \| \| \| \| \| \| Fonts: ProCyclingStats Cycling Quotient \| \| \| \| |                        |                                                |  |
| Llista de l'equip 2017 |                        |                                                |  |
| Ciclista | Data de naixement      | Equip previ                                    |  |
| Clément Bétouigt-Suire (1 de gen–18 de maig) | 31 de gener de 1998    | Mérignac VC Juniors (2016)                     |  |
| Nils Eekhoff | 23 de gener de 1998    | Wilton (2016)                                  |  |
| Felix Gall | 27 de febrer de 1998   | RC ARBÖ-Tom Tailor-RBK-Wörgl (2016)            |  |
| Maxime Gressier | 21 de abril de 1998    | Avia Wcup (2016)                               |  |
| Max Kanter | 22 de octubre de 1997  | LKT Team Brandenburg (2016)                    |  |
| Jarno Mobach | 17 de agost de 1998    |                                                |  |
| Joris Nieuwenhuis | 11 de febrer de 1996   | Rabobank Development (2016)                    |  |
| Leon Rohde | 10 de maig de 1995     | LKT Team Brandenburg (2016)                    |  |
| Martin Salmon | 29 de octubre de 1997  | Chambéry CF (2016)                             |  |
| Florian Stork | 27 de abril de 1997    | Team Sauerland NRW p/b Henly & Partners (2016) |  |
| Marc Goos | 30 de novembre de 1990 | De Jonge Renner (2016)                         |  |
| Ruben Zepuntke | 29 de gener de 1993    | Cannondale-Drapac (2016)                       |  |
| |                        |                                                |  |
| Fonts: ProCyclingStats Cycling Quotient |                        |                                                |  |

## Classificacions UCI
L'equip participa en les proves dels circuits continentals.
UCI Europa Tour
| Temporada | Classificació per equips | Millor ciclista en la classificació individual |
| --------- | ------------------------ | ---------------------------------------------- |
| 2017      | 105è                     | Nils Eekhoff (620è)                            |